# Phytocoris huachuca
Phytocoris huachuca är en insektsart som beskrevs av Stonedahl 1988. Phytocoris huachuca ingår i släktet Phytocoris och familjen ängsskinnbaggar. Inga underarter finns listade i Catalogue of Life.